# Hugo von Mohl

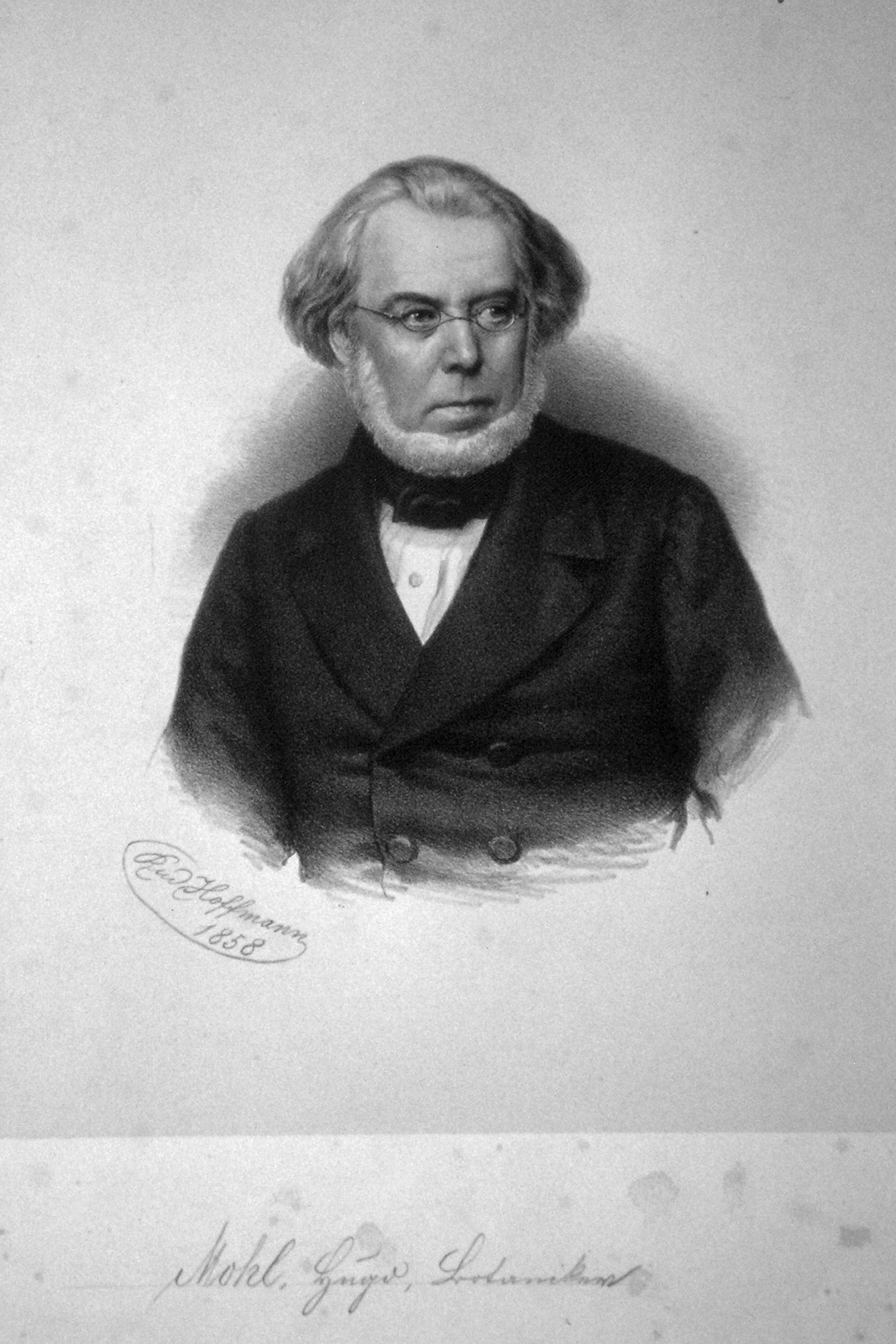
Hugo von Mohl, Lithographie von Rudolf Hoffmann, 1858

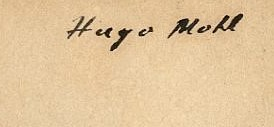
Signatur (nach 1852)

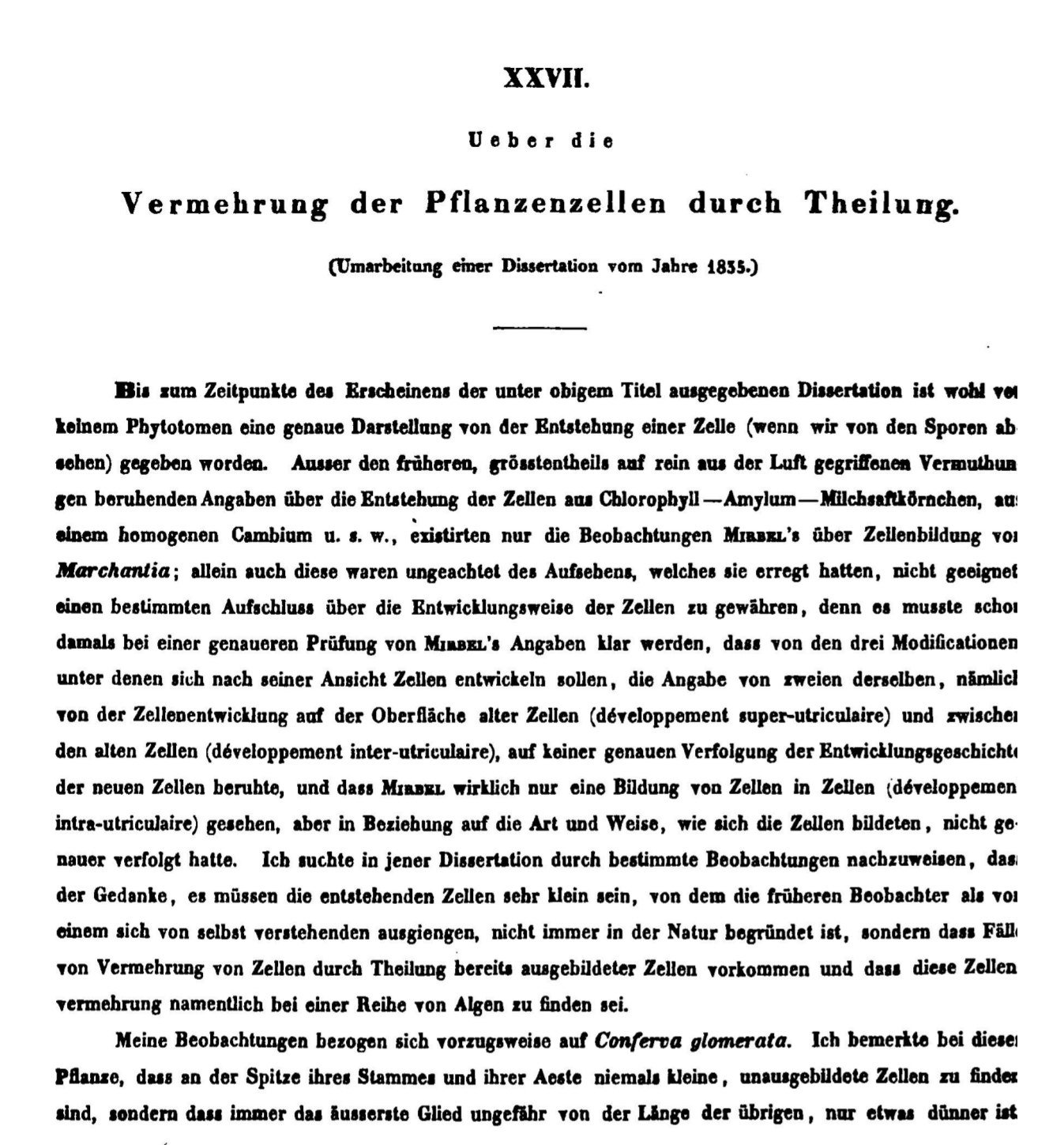
Seite aus „Vermischte Schriften“ wo Mohls Dissertation über Zellteilung republiziert wurde.

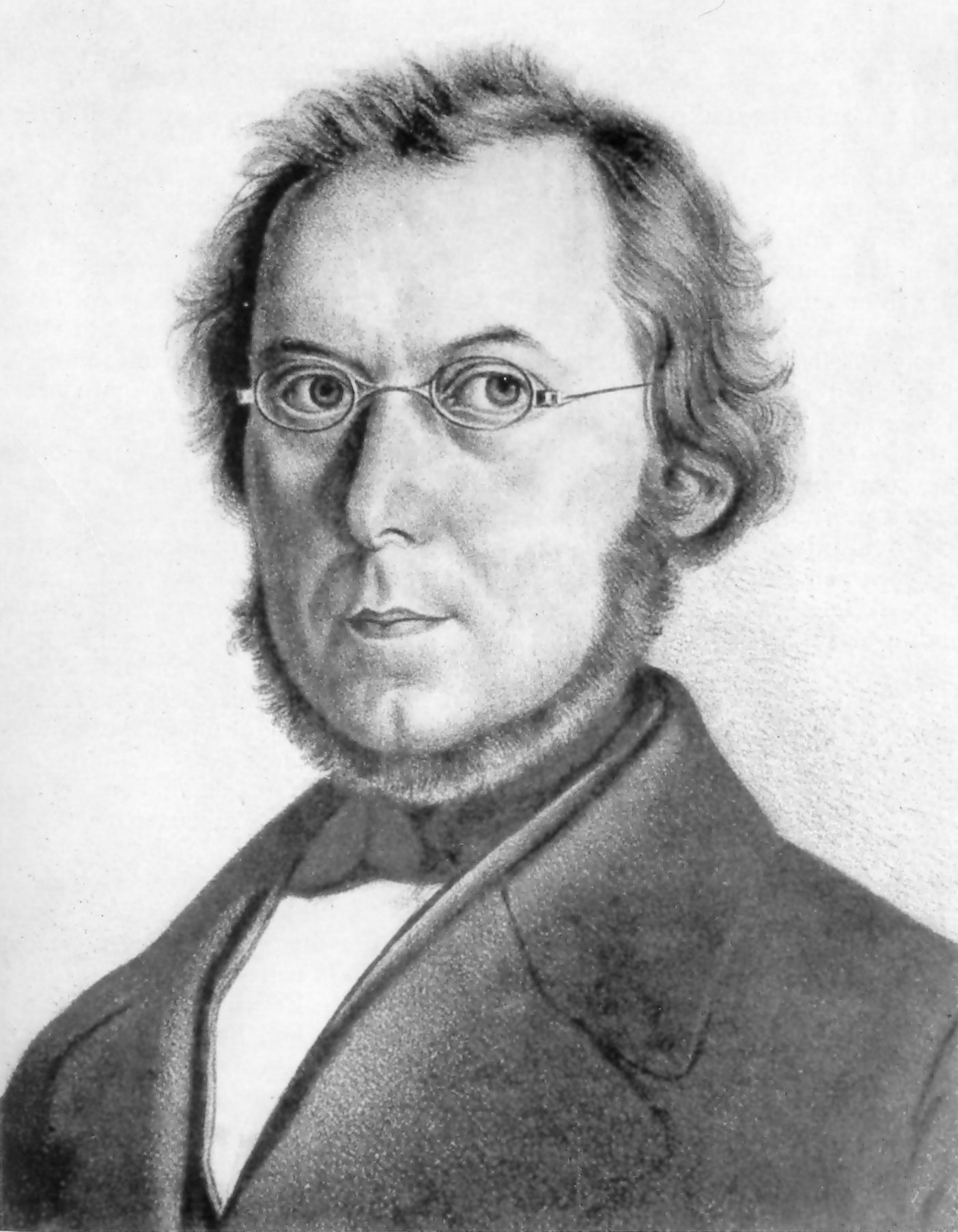
Hugo von Mohl

Hugo Mohl, seit 1843 von Mohl, (* 8. April 1805 in Stuttgart; † 1. April 1872 in Tübingen) war ein württembergischer, deutscher Botaniker, Arzt und Universitätsprofessor. Sein offizielles botanisches Autorenkürzel lautet „Mohl“. Mohl gilt als der Entdecker der Kernteilung.

## Leben und Wirken
Mohl gehörte zur Beamtenfamilie Mohl. Seine Eltern waren der württembergische Jurist und Politiker Benjamin Ferdinand von Mohl und dessen Ehefrau Louisa Friederica Autenrieth, eine Schwester von Johann Heinrich Ferdinand Autenrieth, Kanzler der Universität Tübingen. Mohls Brüder waren Robert von Mohl, Julius Mohl und Moritz Mohl. Er war nie verheiratet.
Mohl studierte ab 1823 an der Eberhard Karls Universität Tübingen Medizin, ging dann, nachdem er 1828 zum Dr. med. promoviert worden war, an die Universität München, wo er als Assistent von Carl von Martius über die Anatomie des Farnen-, Cykadeen- und Palmenstammes (1832) arbeitete. 1835 wurde er Professor für Physiologie an der Universität Bern. 1835 wurde er als ordentlicher Professor der Botanik nach Tübingen berufen, wo er bis zu seinem Tode wirkte. Im Jahr 1832 wurde er zum Mitglied der Leopoldina gewählt, 1857 wurde er in die American Academy of Arts and Sciences gewählt. Außerdem war er seit 1838 korrespondierendes Mitglied der Académie des sciences in Paris,  seit 1847 der Preußischen Akademie der Wissenschaften, seit 1851 auswärtiges Mitglied der Königlich Niederländische Akademie der Wissenschaften, seit 1854 korrespondierendes Mitglied der Russischen Akademie der Wissenschaften in Sankt Petersburg und seit 1861 der Göttinger Akademie der Wissenschaften. Der Royal Society gehörte er seit 1868 als auswärtiges Mitglied (Foreign Member) an. Die Royal Society of Edinburgh nahm ihn 1870 als Ehrenmitglied (Honorary Fellow) auf.
Seine wissenschaftlichen Untersuchungen erstreckten sich beinahe auf alle Gebiete der Botanik, vor allem aber förderte er die Pflanzenanatomie und machte speziell das feste Zellstoffgerüst der Pflanzen zum Gegenstand eingehender und erfolgreicher Untersuchungen.
Auch Physiologie und Entwicklungsgeschichte wurde von ihm gefördert. Mohl unterschied 1844 den Primordialschlauch und erkannte 1846 das Protoplasma, welches er mit dem noch jetzt üblichen Namen belegte.
Die Pflanzensammlungen von Hugo von Mohl bilden heute einen Teilbestand des Herbarium Tubingense (TUB) der Universität Tübingen und werden vom Museum der Universität Tübingen MUT verwaltet.

## Auszeichnungen
- 1844 wurde er mit dem Ritterkreuz des Ordens der Württembergischen Krone ausgezeichnet,[3] welcher mit dem persönlichen Adelstitel (Nobilitierung) verbunden war.
- 1853 erhielt er den Bayerischen Maximiliansorden für Wissenschaft und Kunst.[4]

## Werke
- Über den Bau und das Winden der Ranken und Schlingpflanzen. Laupp, Tübingen 1827. (Digitalisat)
- Ueber die Poren des Pflanzen-Zellgewebes. Als Inaugural-Dissertation zur Erlangung der Doctorwürde in der Medicin und Chirurgie unter dem Präsidium von Hermann Friedrich Autenrieth. Fues, Tübingen 1828. (Digitalisat)
- Beiträge zur Anatomie und Physiologie der Gewächse. 1. Ueber den Bau und die Formen der Pollenkörner. Fischer, Bern 1834. (Digitalisat)
- Morphologische Betrachtungen über das Sporangium der mit Gefässen versehenen Cryptogamen. (Respondent: Heinrich Landerer) Bähir, Tübingen 1837. (Digitalisat)
- Untersuchungen über die winterliche Färbung der Blätter. (Respondent: Gotthardt udwig Bührlen) Bähr, Tübingen 1837. (Digitalisat)
- Dr. Justus Liebig's Verhältniss zur Pflanzenphysiologie. Fues, Tübingen 1843. (Digitalisat)
- Mikrographie oder Anleitung zur Kenntnis und zum Gebrauch des Mikroskops Fues, Tübingen 1846. (Digitalisat)
- Grundzüge der Anatomie und Physiologie der vegetabilischen Zelle. Vieweg, Braunschweig 1851. (Digitalisat)

Eine Anzahl wichtiger Abhandlungen ist in seinen „Vermischten Schriften botanischen Inhalts“ (1845) gesammelt. Zudem lieferte er Beiträge zu dem Palmenwerk Historia naturalis Palmarum von Carl Friedrich Philipp von Martius. Ab 1843 gab er mit Diederich von Schlechtendal die Botanische Zeitung heraus.

## Sekundärliteratur
- [Wilhelm Elias von] Ahles: Nekrolog des Professor Dr. Hugo v. Mohl. In: Jahreshefte des Vereins für Vaterländische Naturkunde in Württemberg, 29. Jg., E. Schweizerbart, Stuttgart 1873, S. 41f.